# Château de Lavardens
Le château de Lavardens est un château construit au XVIIe siècle, sur l’emplacement d’une ancienne forteresse médiévale établie au point culminant de la commune de Lavardens (Gers).

## Histoire

### Château médiéval

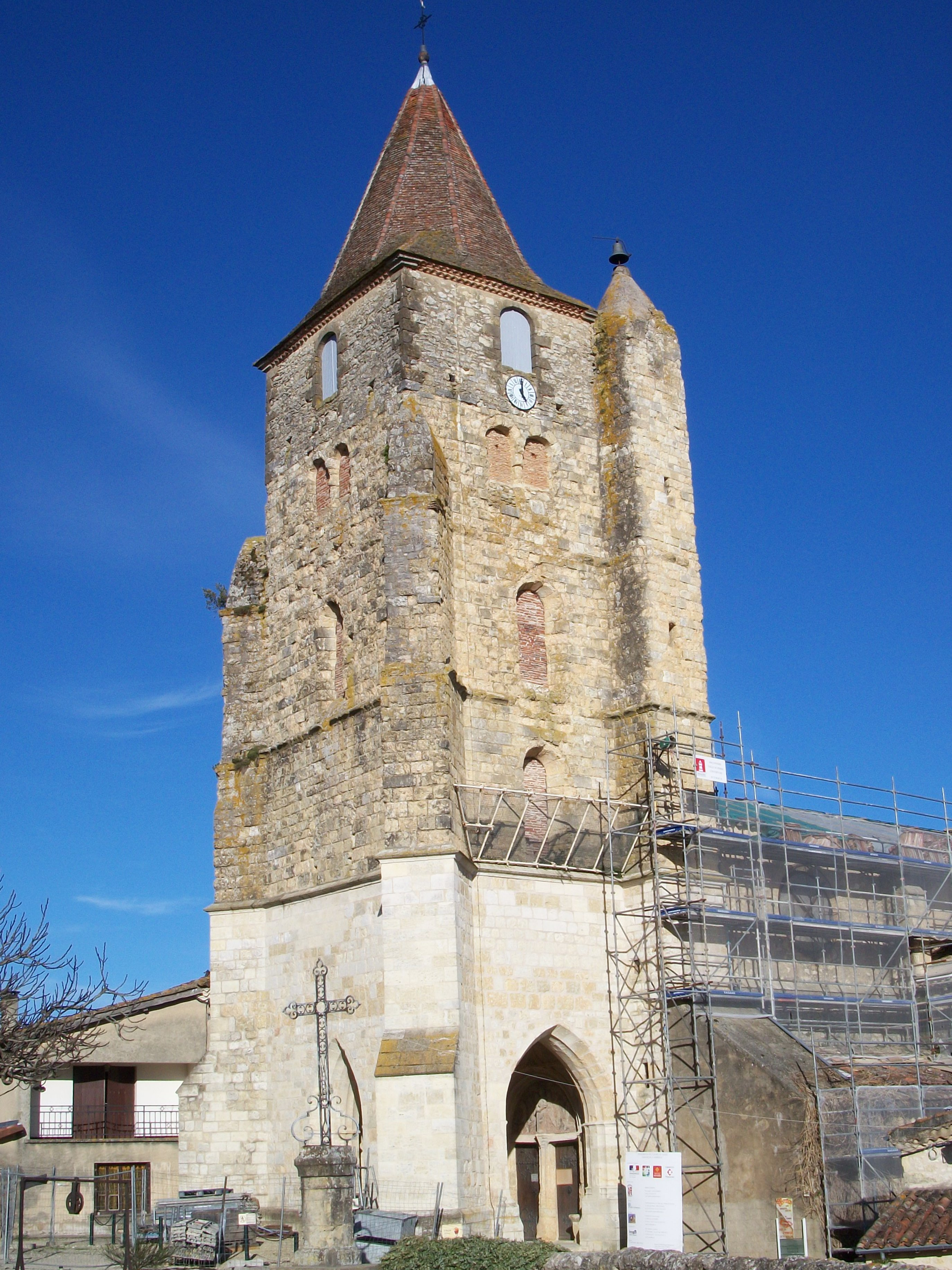
Clocher de l’église Saint-Michel : une tour de l’ancien château

Un château est attesté à cet emplacement en 1140. Le premier châtelain connu, Géraud de l’Isle-Arbéchan, est un vassal du comte de Fezensac. Le château entre ensuite dans les possessions des comtes d’Armagnac, dont Jean 1er qui en fait sa résidence principale et y donne des coutumes entre 1400 et 1410. Son épouse Odile de Goth y est morte. Il y a fait déposer ses archives.                                                                 
Les possessions de Jean V d'Armagnac tombent  dans le domaine royal après la prise de Lectoure par Louis XI et la mort du comte d’Armagnac en 1473. Son frère cadet, Charles Ier d'Armagnac, tente de les conserver, mais il est emprisonné de longues années à la Bastille et il rentre à Lavardens, très affaibli, en 1484, après la mort de Louis XI. Le château est pris d’assaut par les troupes de Charles VIII en 1496. Charles 1er meurt l’année suivante à Castelnau-de-Montmiral, dans l’Albigeois, où il s’était réfugié. Le château abandonné tombe en ruine.

### Reconstruction

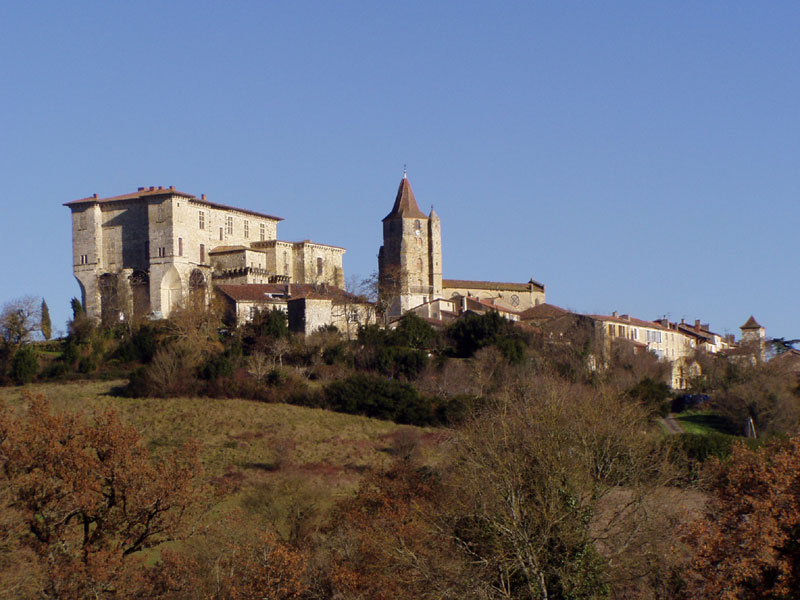
Vue d’ensemble du château et du village

L’édifice tombe en ruine jusqu’en 1585, où apparaît un personnage important : Antoine de Roquelaure, ami proche du roi Henri IV et avant lui familier de la cour de Jeanne d’Albret. En récompense de sa loyauté et des services rendus, on lui offre la seigneurie de Lavardens. 
À partir de 1620, fixé à Lectoure dont il est le gouverneur, et pour sa jeune nouvelle épouse Suzanne de Bassabat, il entreprend la construction du nouveau château sur les fondations médiévales. Il fait appel à deux architectes parmi les plus réputés du temps : Pierre Souffron et Pierre Levesville. On ne sait pas quelle a été la part respective de chaque architecte. Pierre Levesville est supposé avoir également travaillé au château du Rieutort, autre propriété d’Antoine de Roquelaure, dans la commune voisine de Roquelaure, berceau de la famille..
Le maréchal de Roquelaure ne verra pas la fin de la construction car il meurt en 1625, à l’âge de 81 ans.
En 1653, une épidémie de peste chasse les ouvriers qui travaillent au château. L’étage supérieur n’est pas construit et le château demeure inachevé.
Un siècle plus tard, en 1752, la petite-fille d’Antoine de Roquelaure vend le château à Victor de Riqueti, marquis de Mirabeau (père du célèbre révolutionnaire), qui dépense toute sa fortune dans les travaux, avec l’espoir vain d’accéder au titre de duc attaché au duché-pairie de Roquelaure. 
En 1765, le château est revendu à Laclaverie de Soupex, capitaine de dragons, dont la fille Philippine épouse en 1770 le marquis de Pins. Celui-ci émigre à la Révolution. En 1850, les héritiers de Pins cherchent vainement à revendre le château inachevé et vidé de tout son mobilier sous la Convention. L’édifice est en dernier recours loti en copropriété en 1852 et douze familles s’y installent. 
Faute d’entretien, le toit s’effondre en 1923. La ruine du château est rapide. En 1957, la municipalité de Lavardens décide d’utiliser le château comme carrière en vue de sa destruction.
De nombreuses voix s’élèvent contre cette décision et sous l’impulsion de Vincent Steux, le château est classé monument historique en 1961. Désormais la restauration est entreprise.
Le château de Lavardens est maintenant un centre d’animation et présente d’importantes expositions, dont la première en 2000 était consacrée aux œuvres de Camille Claudel.

## Architecture

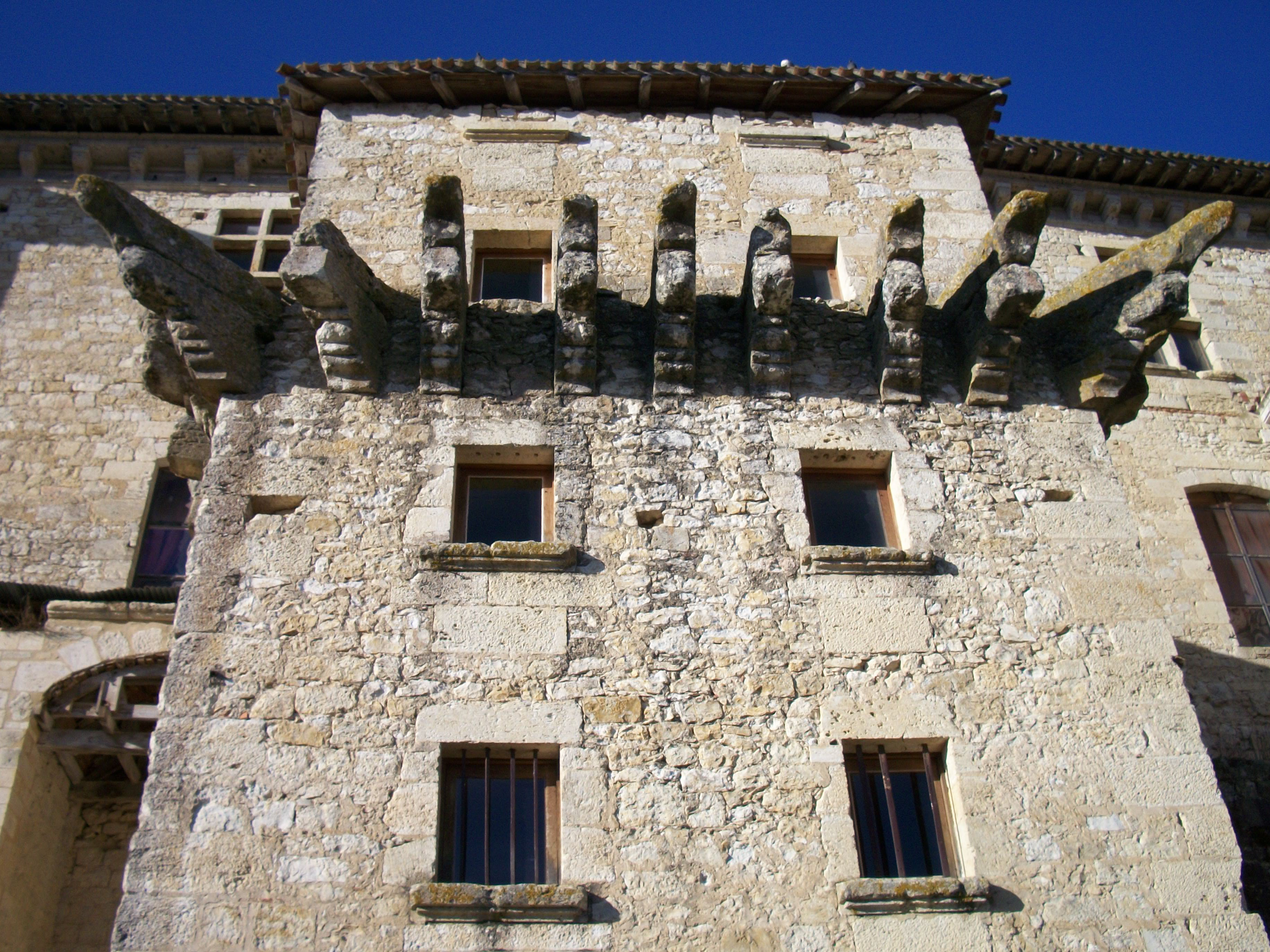
Détail de la façade sud (2010)

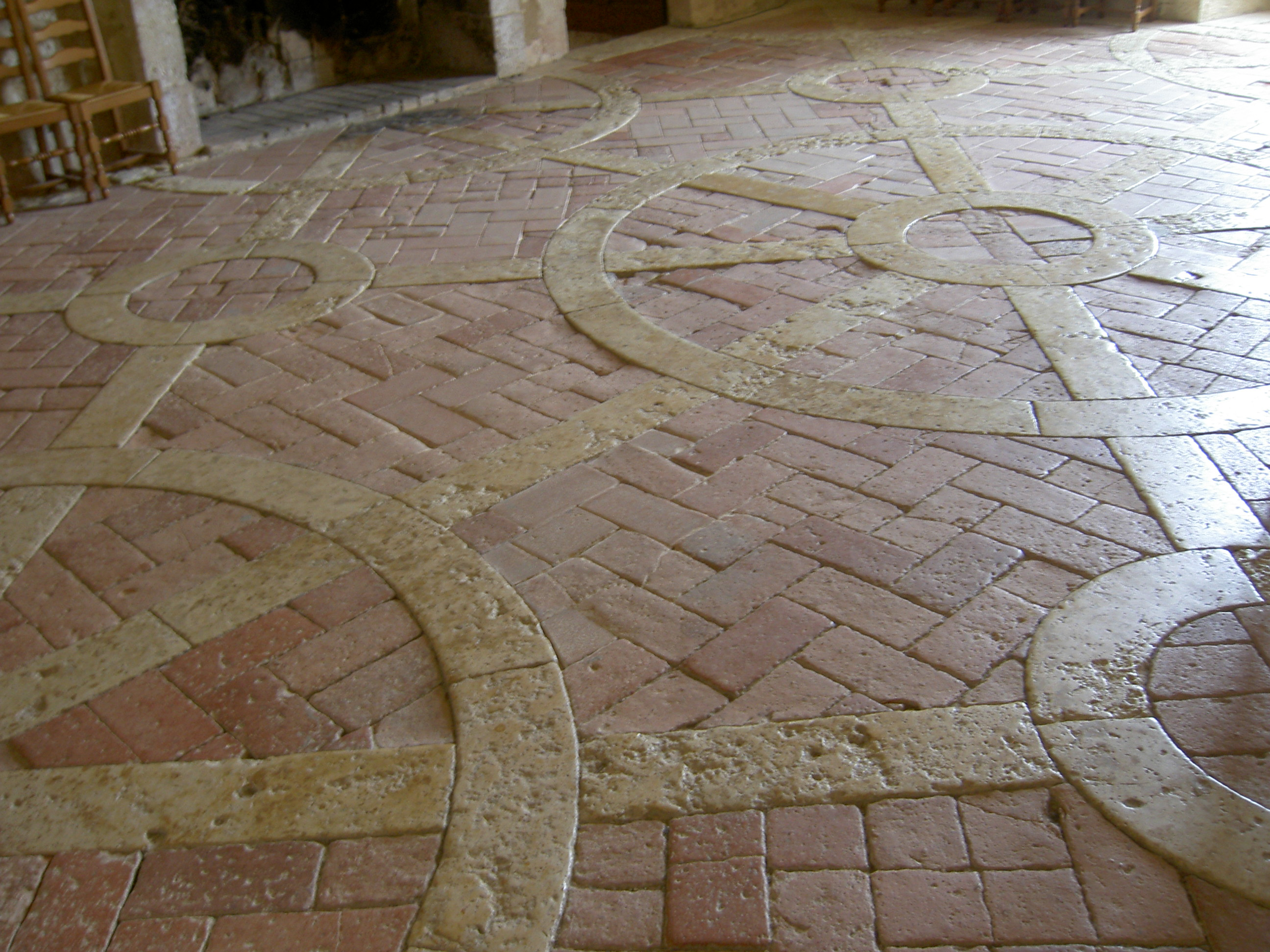
Pavement intérieur

Le château se présente sous la forme générale d’un parallélépipède élevé, donc de plan rectangulaire, sur lequel un autre corps également rectangulaire vient se greffer, avec un léger angle, au nord. D’autres corps de bâtiments plus petits s’y rattachent aussi. 
Deux tourelles carrées, sur les angles de la façade ouest, ne dépassent pas aujourd’hui le toit à quatre pentes qui couvre l’ensemble de l’édifice. C’est cette façade qui constitue le premier attrait du château, chaque tourelle en encorbellement reposant par des trompes caractéristiques sur les contreforts d’angle, ce qui représente à l’époque une rare prouesse technique. Leur rôle n’était pas militaire, mais uniquement un rôle d’agrément, servant de passage entre les trois balcons établis sur des arcades sur les trois faces de la partie occidentale, et se prolongeant en façade sud par des corbeaux qui soutenaient une galerie en bois. Le but, comme les grandes fenêtres à meneaux, était à l’évidence de jouir de la large vue sur la vallée qui s’étend en contrebas.
À leur base, les murs épais munis de meurtrières témoignent de la volonté défensive originelle. C’est dans les parties inférieures que l’on peut voir la forteresse d’origine, avec deux salles voûtées en berceau, dont la salle des gardes, qui est du XIIIe siècle. Le clocher de l’église actuelle était une tour du château médiéval.
Dans les étages, dix-sept salles présentent des pavements de brique et de pierre calcaire locales, formant des décors tous différents.

### Restauration
En 1957, le château n’a plus de toiture, des arbres poussent à l’intérieur. Vincent Steux achète une partie de l’étage noble et entreprend la restauration, avec le soutien de l’abbé Brach. Par la suite il fait appel au Club du Vieux Manoir : des jeunes bénévoles, encadrés par des spécialistes, viennent y travailler chaque été. En 1970, l’État intervient enfin pour assurer la mise hors d’eau du château (plus de 1500 m2 de toitures).